# Сувери (Салерно)
Сувери је насеље у Италији у округу Салерно, региону Кампанија.
Према процени из 2011. у насељу је живело 21 становника. Насеље се налази на надморској висини од 155 м.